# Томас Пашби
Томас Джозеф Пашби (англ. Thomas Joseph Pashby; 23 марта 1915, Торонто, Онтарио, Нью-Брансуик, Канада — 24 августа 2005 Торонто, Онтарио, Нью-Брансуик, Канада) — канадский офтальмолог и борец за спортивную безопасность. 46 лет он улучшал безопасность хоккейных шлемов, чтобы предотвратить травмы в хоккее с шайбой, разрабатывая визоры и решётки для лица, а также выступая за защиту шеи на масках вратаря. Два десятилетия он был председателем Канадской ассоциации стандартов (CSA), устанавливая стандарты для производителей шлемов для хоккея и лякросса.
Пашби собрал канадские данные о травмах спинного мозга и нарушениях зрения, связанных с хоккеем, а также настаивал на внесении изменений в правила хоккея с шайбой для предотвращения травм. Его работа привела к тому, что Канадская любительская хоккейная ассоциация (CAHA) сделала одобренные CSA шлемы обязательными в 1976 году, а Национальная хоккейная лига требует использовать эти шлемы всем новым игрокам с 1979 года. Пашби удалось создать требования к защите лица для игроков-любителей в Канаде и изменить правила против удара сзади, принятые федерацией хоккея Канады, федерацией хоккея США и международной федерацией хоккея с шайбой.
Пашби получил множество наград, в том числе Премию хоккейная ассоциации Онтарио за выдающиеся заслуги, премию Гордона Джакса от CAHA, а также был назван The Hockey News человеком года в 1990 году. Он стал членом ордена Канады в 1981 г., в 2000 г. был включён в зал спортивной славы Канады в категорию строителей и посмертно в зал спортивной славы Лисайда.

## Ранние годы
Томас Джозеф Пашби родился 23 марта 1915 года в Торонто, Онтарио. Он был единственным ребёнком Нормана и Флоренс Пашби и учился в Riverdale Collegiate Institute. Он вырос в районе Дэнфорт а его семья владела мясной лавкой в в Восточном Дэнфорте.
Пашби окончил медицинский факультет Университета Торонто в 1940 году и 22 августа 1940 года получил свидетельство о регистрации в колледже врачей и хирургов Онтарио. Он женился на Хелен Кристи в 1941 году, за десять дней до того, как поступил на службу в королевские военно-воздушные силы Канады. Во время военной службы во время Второй мировой войны он проводил проверку зрения у будущих пилотов, бомбардировщиков и стрелков; что стало причиной его интереса к офтальмологии.

## Медицинская карьера
Пашби получил диплом специалиста по офтальмологии в королевском колледже врачей и хирургов Канады в январе 1948 года. Он основал свою собственную практику в Лисайде в 1948 году. Позже у него были офисы в Северном Торонто и Дон Миллс, и он лечил пациентов в Западной больнице Торонто и больнице Столетия. Он также работал врачом-консультантом в Торонто Мэйпл Лифс, был старшим штатным офтальмологом в больнице для больных детей и работал профессором в Университете Торонто.
В 1959 году сын Пашби играл в малый хоккей без хоккейного шлема и ударился головой о лёд, что привело к сотрясению мозга. После этого Пашби запретил своим сыновьям играть без шлема. Когда в то время в Канаде были доступны только картонные шлемы, Берт Олмстед из Торонто Мэйпл Лифс помог Пашби импортировать шлем из поликарбоната из Швеции.
Затем Пашби провёл следующие 46 лет своей жизни, чтобы улучшить безопасность шлемов для предотвращения травм. Он был пионером в разработке визоров и решёток для лица для предотвращения травм глаз, и настаивал на защите шеи на масках вратаря. После того, как Пашби улучшил дизайн и функции шлемов, Канадская любительская хоккейная ассоциация(CAHA) сделала шлемы обязательными в малом хоккее с 1965 года.

### Канадская ассоциации стандартов
|                                                 |  |
| Хоккейные шлемы с различными типами защиты лица |  |

Пашби начал работать в Канадской ассоциации стандартов (CSA) в 1969 году, чтобы оценить безопасность шлемов. В 1972 году он провёл исследование от имени Канадского офтальмологического общества, написав 700 офтальмологам по всей Канаде, и собрал данные о травмах глаз, связанных с хоккеем.
В сезоне 1972-73 годов Пашби сообщил, что у хоккеистов было 287 травм глаз, в том числе 20 случаев ухудшения зрения. В сезоне 1974-75 он сообщил о 258 травмах глаз и 43 случаях ухудшения зрения. Он также сообщил, что с 1972 года было 309 игроков младшего, юниорского или профессионального хоккейного уровня, которые потеряли зрение, но ни один из них не носил лицевую маску, одобренную CSA.
Пашби стал председателем CSA в 1975 году, в течение двух десятилетий устанавливая стандарты для производителей хоккейных шлемов и шлемов для лякросса, одновременно добиваясь изменений в правилах хоккея с шайбой, чтобы предотвратить опасную игру и травмы. В 1976 году CAHA потребовала, чтобы все игроки-любители носили шлем, одобренный CSA. CSA вскоре установила стандарты полной защиты лица. К 1978 году не ослеп ни один игрок, носивший шлем и маску, одобренные CSA. В 1979 году шлемы стали обязательными для всех новых игроков Национальной хоккейной лиги. В 1980 году CAHA обязала игроков всех возрастных групп носить средства защиты лица.

### Дальнейшая карьера
Пашби продолжал собирать статистику по травмам глаз и начал исследование данных по травмам спинного мозга. Он сообщил о 150 травмах спинного мозга с 1976 года и о том, что по состоянию на 1990 год 30 игроков были в инвалидных колясках. Он стремился уменьшить количество травм в игре с помощью плана из 4 пунктов: 1) соблюдение игроками существующих правил 2) использование игроками сертифицированной защитной экипировки 3) увеличение размера хоккейной площадки до международных стандартов 4) обучения игроков, тренеров и инструкторов методам предотвращения травм. Он также подчеркнул необходимость начинать это обучение в раннем возрасте.
В 1985 году Пашби был членом Комитета по предотвращению травм спинного мозга, связанных с хоккеем, и лоббировал правила, запрещающие ударов сзади. В 1986 году CAHA рекомендовала своим филиалам принять правило запрета удара сзади. В 1993 году CAHA обязала игроков защищать шею и ввела правила, запрещающие удары сзади.
В 1999 году Пашби начал международную борьбу за правила, запрещающие удары в голову. Такие правила были приняты Международной федерацией хоккея с шайбой и федерацией хоккея США в 2001 году, а также федерацией хоккея Канады в 2002 году.
Пашби входил в совет директоров Национальной ассоциации безопасного спорта, целью которой было изменение поведения в спорте и снижение травматизма. Ушёл на пенсию с должности офтальмолога 1 июня 2001 года.

## Личная жизнь
У Пашби было два сына и дочь. Он переехал в Лисайд в 1945 году, где прожил 60 лет. Он долгое время был тренером бейсбольной и хоккейной команд Лисайда. Он также спонсировал местные хоккейные и бейсбольные команды в течение 40 лет, регулярно проводил лето в Джорджиан-Бей и часто отдыхал в Дисней Уорлд.
Жена Пашби умерла от рака толстой кишки в 2003 году. Он умер в своём доме 24 августа 2005 года в возрасте 90 лет.

## Награды
Пашби получил награду Канадской ассоциации стандартов за заслуги в 1979 году и награду хоккейная ассоциации Онтарио за выдающиеся заслуги в 1980 году. 22 июня 1981 года стал членом Ордена Канады за его вклад в защиту глаз и «дизайн и принятие защитного снаряжения, которое значительно снизило травматизм в спорте». Он был официально награждён орденом генерал-губернатором Канады во время церемонии 21 октября 1981 года.
В 1984 году CAHA признала Пашби за вклад в любительский хоккей в Канаде премия Гордона Джакса. Он получил премию Жана П. Карьера от совета по стандартам Канады в 1988 году, Пашби был одним из двух первых лауреатов Канадской премии за спортивную безопасность от Канадского исследовательского центра спортивных травм позвоночника и головы в 1989 году. В 1990 году издание The Hockey News назвало его человеком года в знак признания его работы по предотвращению травм.
Пашби был удостоен звания почётного доктора наук Университета Уотерлу в 1996 году. Он был включён в категорию строителей зала спортивной славы Канады на церемонии, состоявшейся 9 ноября 2000 года. Он посмертно стал одним из первых включённых в зал спортивной славы Лисайда в 2013 году.

## Наследие
The Canadian Press назвала Пашби «ведущим пионером [хоккея] в области безопасности за последние полвека». Торонто стар писала, что «если бы не усилия Пашби, этих разумных требований к экипировке могли бы возникнуть ещё не скоро». Зал спортивной славы Канады утверждает, что, «став первопроходцем в разработке, маркетинге и стандартизации защитных хоккейных шлемов, Пашби помог предотвратить бесчисленное множество случаев прекращения карьеры и даже опасных для жизни травм головы». Хоккейный руководитель Фрэнк Селке-младший заявил, что «тысячи детей были спасены от серьёзных травм из-за [Пэшби]» и что «к сожалению, массы не знают, сколько работы [Пэшби] проделал».
Пашби был удостоен чести ужинать в отеле Regal Constellation 27 марта 1990 года, на котором Дон Черри (хоккей) был приглашённым докладчиком. Доходы от мероприятия помогли создать Фонд спортивной безопасности доктора Тома Пашби. Позже фонд возглавил его сын, который стремился координировать усилия по сбору средств для продвижения образования и исследований в области «предотвращения катастрофических травм в спорте и отдыхе».
У Пашби была личная коллекция хоккейных шлемов и масок, 50 из которых были подарены для демонстрации в зале хоккейной славы, включая первый шлем, который носил его сын.
Центр развития хоккея Онтарио курирует ежегодную премию «Тренер года имени доктора Тома Пашби», присуждаемую за выдающиеся достижения в области безопасности и управления рисками, а также за вклад в программу сертификации хоккейных тренеров в Онтарио.
В 2017 году новый каток в Leaside Gardens был назван Dr. Tom Pashby Play Safely Rink после пожертвования в размере 500 000 канадских долларов от Фонда спортивной безопасности доктора Тома Пашби для продвижения безопасности в спорте и отдыхе.